# Arachniodes austro-yunnanensis
Arachniodes austro-yunnanensis là một loài thực vật có mạch trong họ Dryopteridaceae. Loài này được Ching miêu tả khoa học đầu tiên năm 1986.